# Rorippa palustris
Rorippa palustris (rábano acuático o berro de Islandia) es una especie de planta angiosperma de la familia Brassicaceae. Está ampliamente distribuida y es nativa de partes de África, y gran parte de Asia, Europa y Eurasia, América del Norte y el Caribe. Se le encuentra en muchas otras zonas como especie introducida siendo una maleza común, por ejemplo, en Australia y América del Sur. Es una planta adaptable que crece en varios tipos de hábitats distintos, como ser húmedo y acuático. Puede ser una especie anual, bianual o perenne, y su aspecto también es variable.

## Descripción
Produce un tallo erecto, a veces con ramas, alcanzando una altura máxima de poco más de 1 m. Las hojas miden hasta 30 centímetros de largo y tienen dientes a los bordes profundamente lobulados. La inflorescencia es un racimo de flores de color mostaza con pétalos amarillos en forma de cuchara, cada uno de unos milímetros de longitud. La fruta es una silicona dehiscente y suavemente con válvula, de hasta 1 cm de largo, y que contiene de 20 a 90 semillas diminutas. Posee un aroma picante.

## Uso
Las hojas jóvenes, tallos y brotes se consumen en ensaladas o cocidos. Es un buen sustituto para el berro.

## Distribución
Rorippa palustris es nativa o se ha naturalizado en gran parte del planeta.

### Zonas de donde es nativa
- África:[1] en Egipto y Etiopía.
- Asia y Eurasia:[1] en Afganistán; Bután; el Caucaso (en Armenia, Azerbaiyán, Georgia, y Rusia) y Ciscaucasia (en Dagestan); gran parte de China y Taiwán; India (en los estados de Assam, Bihar, Himachal Pradesh, Jammu y Cachemira, y Bengala Occidental); Indonesia (en provincia de Papúa, Java, las Sondas menores, y las islas Maluku); Japón; Kazajistán; la península de Corea; Kirguistán; Mongolia; Pakistán; Papúa Nueva Guinea; Siberia; Tayikistán; noreste de Turquía; Turkmenistán; Uzbekistán; y Yemen.
- Europa:[1] en Albania; Austria; Bielorrusia; Bélgica; Bulgaria; Croacia; República Checa; Dinamarca; Estonia; Finlandia; Francia; Alemania; Hungría; Irlanda; Italia; Letonia; Lituania; Macedonia del Norte; Moldavia; los Países Bajos; Noruega; Polonia; Portugal; Rumania; Rusia (península de Crimea); Serbia; Eslovaquia; Eslovenia; norte de España; Suecia; Suiza; Ucrania; y el Reino Unido.
- América del Norte:[4] en todas las provincias y territorio (excepto Nunavut) de Canadá; Puerto Rico; el Distrito de Columbia y todos los estados (excepto Hawái) en Estados Unidos.
- El Caribe:[1] en Cuba y Haití.

### Zonas donde se ha naturalizado
- Australasia:[1] Australia.
- América del Sur:[1] en Argentina; Brasil; Chile; Ecuador; Panamá; Perú; y Surinam.